# ウクライナ・プレミアリーグ
ウクライナ・プレミアリーグ（ウクライナ語: Українська Прем'єр-ліга, 英: Ukrainian Premier League, 略称: UPL）は、ウクライナにおけるプロサッカーの最上位リーグである。下位チームはファーストリーグに降格する。
リーグの名称は、2019年8月から2021年6月まではFAVBET ЛІГА（英: FAVBET LEAGUE）と呼ばれていたが、2021年7月からはVBET Ліга（英: VBET League）の名称が用いられる。

## 歴史
1991年に「ヴィーシチャ・リーハ」として創設され、2008年に現在の名称である「プレミアリーグ」として再創設された。
開幕年の1992シーズンにタフリヤ・シンフェロポリが優勝したのを除くと、ディナモ・キーウとシャフタール・ドネツクの2強が優勝を独占している。ディナモは過去何度もUEFAチャンピオンズリーグ本戦への出場を果たし、シャフタールは2008-09シーズンにUEFAカップ優勝を果たすなど、ヨーロッパ屈指の強豪クラブとなっている。2010年代には第3勢力として、メタリスト・ハルキウやドニプロなどが力を付けてきていた。
2013-14シーズンまでは16チームでリーグ戦が行われていたが、2014年のウクライナの政変による政治や経済の混乱などの影響を受け、メタリスト・ハルキウなどの複数のクラブが経営破綻し、2014-15シーズンからは14クラブ、2016-17シーズンからは12クラブでリーグ戦が行われている。観客動員数も2011-12シーズンに過去最高を記録したが、それ以降は急減し、2016-17シーズンはピークのおよそ3分の1にまで落ち込んでいる。
2021-22シーズンはロシアのウクライナ侵攻により、リーグ戦全試合が無期限中止となった。その後打ち切られ、優勝チームなしと決定した。ロシアとの戦争が継続中の2022年8月23日、シャフタール・ドネツクとメタリスト・ハルキウの試合を2022-23シーズンの開幕戦として、255日ぶりにウクライナでのサッカーリーグが開催された。ロシア軍の標的になるのを避けるため全試合が無観客開催となり、シェルターを確保したスタジアムでのみ開催される。そのためホーム・アンド・アウェー方式ではなく中立地開催となる。また、「空襲警報が鳴った場合はゲームを中断する」事が試合の開催要件として定められている。なお、南東部のマリウポリを拠点とする2チームは参加を断念している。

## 大会方式
- レギュラーシーズンは12クラブによる2回総当りを行い、上位6クラブはチャンピオンシップラウンドへ進出する。チャンピオンシップラウンドでは6クラブが2回総当りを行い、レギュラーシーズンの成績と合わせてリーグ優勝チームを決定する。毎年7月に開幕し、翌年春ごろまで開催される。
- リーグ優勝クラブおよび2位クラブは、次年度のUEFAチャンピオンズリーグへの出場権を得る。優勝クラブはグループステージ、2位クラブは予選3回戦から出場する。
- リーグ3位およびカップ戦王者は、UEFAヨーロッパリーグのプレーオフの出場権が付与され、リーグ4位と5位にはUEFAカンファレンスリーグへの出場権が与えられる。

## 所属クラブ
2023-24シーズン
| クラブ名                           | ホームタウン           | ホームスタジアム                       | 収容人数 |
| ---------------------------------- | ---------------------- | -------------------------------------- | -------- |
| チョルノモレツ・オデッサ           | オデッサ               | チョルノモレツ・スタジアム             | 34,164   |
| ドニプロ-1                         | ドニプロ               | ドニプロ・アリーナ                     | 31,003   |
| ディナモ・キーウ                   | キーウ                 | オリンピスキ・スタジアム               | 70,050   |
| コロス・コヴァリフカ               | コヴァリフカ           | コロス・スタジアム                     | 5,000    |
| クリヴバス・クルィヴィーイ・リーフ | クルィヴィーイ・リーフ | ヒルニク・スタジアム                   | 2,500    |
| LNZチェルカースィ                  | チェルカースィ         | チェルカースィ・アリーナ               | 10,321   |
| メタリスト1925ハルキウ             | ハルキウ               | オリンピスキ・スタジアム               | 70,050   |
| ミナイ                             | ミナイ                 | アヴァンハルド・スタジアム             | 12,000   |
| オボロン・キーウ                   | キーウ                 | オボロン・アリーナ                     | 5,100    |
| オレクサンドリーヤ                 | オレクサンドリーヤ     | オリンピスキ・スタジアム               | 70,050   |
| ポリッシャ・ジトーミル             | ジトーミル             | ツェントラルニィ・スタジアム           | 5,928    |
| ルフ・リヴィウ                     | リヴィウ               | ウクライナ・スタジアム                 | 27,925   |
| シャフタール・ドネツィク           | ドネツィク             | オリンピスキ・スタジアム               | 70,050   |
| ヴェレス・リウネ                   | リウネ                 | アヴァンハルド・スタジアム             | 12,800   |
| ヴォルスクラ・ポルタヴァ           | ポルタヴァ             | ブトウスキー・ヴォルスクラ・スタジアム | 24,795   |
| ゾリャ・ルハーンシク               | ルハーンシク           | ディナモ・スタジアム                   | 16,873   |

- ロシアのウクライナ侵攻によりクラブ運営が困難となったイリチヴェツ・マリウポリとデスナ・チェルニーヒウは、2023-24シーズンからの参戦を確約された後、2022-23シーズンのリーグ戦参加を免除された[8]。
- 国内東部にホームタウンを構えるクラブは戦争激化に伴い、西部にあるスタジアムでリーグ戦を戦うことになった[9]。

## 歴代優勝クラブ
| シーズン | 優勝                                 | 準優勝                               | 3位                                  |
| -------- | ------------------------------------ | ------------------------------------ | ------------------------------------ |
| 1992     | SCタフリヤ・シンフェロポリ           | FCディナモ・キーウ                   | FCドニプロ                           |
| 1992-93  | FCディナモ・キーウ                   | FCドニプロ                           | FCチョルノモレツ・オデッサ           |
| 1993-94  | FCディナモ・キーウ                   | FCシャフタール・ドネツィク           | FCチョルノモレツ・オデッサ           |
| 1994-95  | FCディナモ・キーウ                   | FCチョルノモレツ・オデッサ           | FCドニプロ                           |
| 1995-96  | FCディナモ・キーウ                   | FCチョルノモレツ・オデッサ           | FCドニプロ                           |
| 1996-97  | FCディナモ・キーウ                   | FCシャフタール・ドネツィク           | FCヴォルスクラ・ポルタヴァ           |
| 1997-98  | FCディナモ・キーウ                   | FCシャフタール・ドネツィク           | FCカルパティ・リヴィウ               |
| 1998-99  | FCディナモ・キーウ                   | FCシャフタール・ドネツィク           | FCクリウバス・クルィヴィーイ・リーフ |
| 1999-00  | FCディナモ・キーウ                   | FCシャフタール・ドネツィク           | FCクリウバス・クルィヴィーイ・リーフ |
| 2000-01  | FCディナモ・キーウ                   | FCシャフタール・ドネツィク           | FCドニプロ                           |
| 2001-02  | FCシャフタール・ドネツィク           | FCディナモ・キーウ                   | FCメタルルフ・ドネツィク             |
| 2002-03  | FCディナモ・キーウ                   | FCシャフタール・ドネツィク           | FCメタルルフ・ドネツィク             |
| 2003-04  | FCディナモ・キーウ                   | FCシャフタール・ドネツィク           | FCドニプロ                           |
| 2004-05  | FCシャフタール・ドネツィク           | FCディナモ・キーウ                   | FCメタルルフ・ドネツィク             |
| 2005-06  | FCシャフタール・ドネツィク           | FCディナモ・キーウ                   | FCチョルノモレツ・オデッサ           |
| 2006-07  | FCディナモ・キーウ                   | FCシャフタール・ドネツィク           | FCメタリスト・ハルキウ               |
| 2007-08  | FCシャフタール・ドネツィク           | FCディナモ・キーウ                   | FCメタリスト・ハルキウ               |
| 2008-09  | FCディナモ・キーウ                   | FCシャフタール・ドネツィク           | FCメタリスト・ハルキウ               |
| 2009-10  | FCシャフタール・ドネツィク           | FCディナモ・キーウ                   | FCメタリスト・ハルキウ               |
| 2010-11  | FCシャフタール・ドネツィク           | FCディナモ・キーウ                   | FCメタリスト・ハルキウ               |
| 2011-12  | FCシャフタール・ドネツィク           | FCディナモ・キーウ                   | FCメタリスト・ハルキウ               |
| 2012-13  | FCシャフタール・ドネツィク           | FCメタリスト・ハルキウ               | FCディナモ・キーウ                   |
| 2013-14  | FCシャフタール・ドネツィク           | FCドニプロ                           | FCメタリスト・ハルキウ               |
| 2014-15  | FCディナモ・キーウ                   | FCシャフタール・ドネツィク           | FCドニプロ                           |
| 2015-16  | FCディナモ・キーウ                   | FCシャフタール・ドネツィク           | FCドニプロ                           |
| 2016-17  | FCシャフタール・ドネツィク           | FCディナモ・キーウ                   | FCゾリャ・ルハーンシク               |
| 2017-18  | FCシャフタール・ドネツィク           | FCディナモ・キーウ                   | FCヴォルスクラ・ポルタヴァ           |
| 2018-19  | FCシャフタール・ドネツィク           | FCディナモ・キーウ                   | FCオレクサンドリーヤ                 |
| 2019-20  | FCシャフタール・ドネツィク           | FCディナモ・キーウ                   | FCゾリャ・ルハーンシク               |
| 2020-21  | FCディナモ・キーウ                   | FCシャフタール・ドネツィク           | FCゾリャ・ルハーンシク               |
| 2021-22  | ロシアのウクライナ侵攻のため打ち切り | ロシアのウクライナ侵攻のため打ち切り | ロシアのウクライナ侵攻のため打ち切り |
| 2022-23  | FCシャフタール・ドネツィク           | SKドニプロ-1                         | FCゾリャ・ルハーンシク               |

## クラブ別優勝回数
| クラブ                     | 優勝 | 準優勝 | 優勝年度 |
| -------------------------- | ---- | ------ | --- |
| FCディナモ・キーウ         | 16   | 11     | 1992-93, 1993-94, 1994-95, 1995-96, 1996-97, 1997-98, 1998-99, 1999-00, 2000-01, 2002-03, 2003-04, 2006-07, 2008-09, 2014-15, 2015-16, 2020-21 |
| FCシャフタール・ドネツィク | 14   | 13     | 2001-02, 2004-05, 2005-06, 2007-08, 2009-10, 2010-11, 2011-12, 2012-13, 2013-14, 2016-17, 2017-18, 2018-19, 2019-20, 2022-23                   |
| SCタフリヤ・シンフェロポリ | 1    | 0      | 1992 |
| FCドニプロ                 | 0    | 2      | |
| FCチョルノモレツ・オデッサ | 0    | 2      | |
| FCメタリスト・ハルキウ     | 0    | 2      | |
| SKドニプロ-1               | 0    | 1      | |

## 歴代得点王
| シーズン | 選手名                                                      | 所属クラブ                                        | 得点数                               |
| -------- | ----------------------------------------------------------- | ------------------------------------------------- | ------------------------------------ |
| 1992     | ユーリイ・アルカディイオヴィチ・フディメンコ                | SCタフリヤ・シンフェロポリ                        | 12                                   |
| 1992-93  | セルヒーイ・イェウヘニイオヴィチ・フシェフ                  | FCチョルノモレツ・オデッサ                        | 17                                   |
| 1993-94  | ティメルラン・ルスタモヴィチ・フセイノウ                    | FCチョルノモレツ・オデッサ                        | 18                                   |
| 1994-95  | アルセイ・ヘオルヒイオヴィチ・アヴァコフ                    | FCトルペド・ザポリージャ                          | 21                                   |
| 1995-96  | ティメルラン・ルスタモヴィチ・フセイノウ                    | FCチョルノモレツ・オデッサ                        | 20                                   |
| 1996-97  | オレフ・ユーリイオヴィチ・マトヴィェイェウ                  | FCシャフタール・ドネツィク                        | 21                                   |
| 1997-98  | セルゲイ・レブロフ                                          | FCディナモ・キーウ                                | 22                                   |
| 1998-99  | アンドリー・シェフチェンコ                                  | FCディナモ・キーウ                                | 18                                   |
| 1999-00  | マクシム・シャツキフ                                        | FCディナモ・キーウ                                | 20                                   |
| 2000-01  | アンドリー・ヴォロベイ                                      | FCシャフタール・ドネツィク                        | 21                                   |
| 2001-02  | セルヒーイ・ユーリイオヴィチ・シシュチェンコ                | FCメタルルフ・ドネツィク                          | 12                                   |
| 2002-03  | マクシム・シャツキフ                                        | FCディナモ・キーウ                                | 22                                   |
| 2003-04  | ゲオルギ・デメトラーゼ                                      | FCメタルルフ・ドネツィク                          | 18                                   |
| 2004-05  | オレクサンドル・ムィハイロヴィチ・コスィリン                | FCチョルノモレツ・オデッサ                        | 14                                   |
| 2005-06  | ブランドン                                                  | FCシャフタール・ドネツィク                        | 15                                   |
| 2005-06  | エマニュエル・オコドゥワ                                    | FCアルセナル・キーウ                              | 15                                   |
| 2006-07  | オレクサンドル・ムィコライオヴィチ・フラドクィイ            | FCハルキウ                                        | 13                                   |
| 2007-08  | マルコ・デヴィッチ                                          | FCメタリスト・ハルキウ                            | 19                                   |
| 2008-09  | オレクサンドル・オレクサンドロヴィチ・コウパク              | SCタフリヤ・シンフェロポリ                        | 17                                   |
| 2009-10  | アルテム・ミレフスキー                                      | FCディナモ・キーウ                                | 17                                   |
| 2010-11  | イェウヘン・セレズニョウ                                    | ドニプロ                                          | 17                                   |
| 2011-12  | イェウヘン・セレズニョウ マイコン・ペレイラ・デ・オリベイラ | FCドニプロ FCヴォリン・ルーツィク                 | 14                                   |
| 2012-13  | ヘンリク・ムヒタリアン                                      | FCシャフタール・ドネツィク                        | 24                                   |
| 2013-14  | ルイス・アドリアーノ                                        | FCシャフタール・ドネツィク                        | 20                                   |
| 2014-15  | アレックス・テイシェイラ・サントス エリク・ビクファルヴィ   | FCシャフタール・ドネツィク FCヴォリン・ルーツィク | 17                                   |
| 2015-16  | アレックス・テイシェイラ・サントス                          | FCシャフタール・ドネツィク                        | 22                                   |
| 2016-17  | アンドリー・ヤルモレンコ                                    | FCディナモ・キーウ                                | 15                                   |
| 2017-18  | ファクンド・フェレイラ                                      | FCシャフタール・ドネツィク                        | 21                                   |
| 2018-19  | ジュニオール・モラエス                                      | FCシャフタール・ドネツィク                        | 19                                   |
| 2019-20  | ジュニオール・モラエス                                      | FCシャフタール・ドネツィク                        | 20                                   |
| 2020-21  | ヴラディスラフ・クラチ                                      | FCヴォルスクラ・ポルタヴァ                        | 15                                   |
| 2021-22  | ロシアのウクライナ侵攻のため打ち切り                        | ロシアのウクライナ侵攻のため打ち切り              | ロシアのウクライナ侵攻のため打ち切り |
| 2022-23  | アルテム・ドフビク                                          | SKドニプロ-1                                      | 24                                   |